# Добрянський Ярослав Вікторович
Ярослав Вікторович Добрянський (нар. 27 червня 1978, Коростишів) — український державний та політичний діяч, в.о. голови Київської обласної ради з 8 травня 2023 року. Очолював Згурівську (2007—2008), Києво-Святошинську (2008—2010), Макарівську (2010—2011) та Бориспільську (2011—2013) районні державні адміністрації. Депутат Київської обласної ради VI, VII та VIII скликань.

## Життєпис
Ярослав Добрянський народився 27 червня 1978 року у місті Коростишів на Житомирщині. Батько — Віктор Федорович Добрянський (нар. 1951), тривалий час працював у МВС України. Мати — Валентина Станіславівна (нар. 1957) — підприємець.
Вчився у школі у смт Попільня. 2001 року закінчив Державну агроекологічну академію України (зараз — Поліський національний університет) у Житомирі, після чого почав працювати у Міністерстві аграрної політики України. З 2005 по 2006 рік очолював головну Державну інспекцію з карантину рослин України.
2006 року перейшов на посаду помічника першого заступника голови Київської обласної ради. 2007 року був призначений головою Згурівської районної державної адміністрації, 2008 — Києво-Святошинської РДА, 2010 — Макарівської РДА, 2011 — Бориспільської РДА. Крім того, 2011 року Добрянський закінчив Національну академію державного управління при Президентові України. 2012 року захистив кандидатську дисертацію за темою «Оподаткування в системі державного регулювання».
2010 року був обраний депутатом Київського обласної ради від Партії регіонів. З 2013 року — радник голови Київської обласної держадміністрації. Пізніше, перебував на посаді першого заступника у голови Київської обласної ради (2014—2015), голови міста Буча (2015—2016) та директора ТОВ «Інтерстаді» (2016—2019).
На місцевих виборах 2015 року був обраний до Київської обласної ради від партії «Наш край». З 2019 року — заступник голови Київської обласної ради VII скликання. 2020 року Добрянський знову був обраний до Київської облради, але на цей раз від партії «За майбутнє». 24 квітня 2021 року Добрянського було обрано першим заступником голови Київської обласної ради VIII скликання. З 8 травня 2023 року — в.о. голови Київської обласної ради.

## Сім'я
Дружина — Тетяна Миколаївна Добрянська. Виховує дочку Анастасію та сина Артема.